# Интертитры

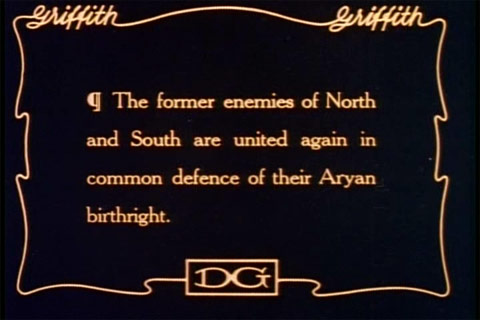
Пример интертитров в фильме «Рождение нации» (1915)

Интертитры (фр. Intertitre) — специальные кадры, содержащие украшенный орнаментом текст, диалог или комментарий, который вставляется во время монтажа между двумя кадрами для разъяснения сюжетных поворотов или передачи другой информации зрителю. Использовались в основном в немом кинематографе.
В первые годы существования кино интертитры были объяснениями, а в дальнейшем, до появления звука, — диалогами героев.